# Segene Balik
Segene Balik is een bestuurslaag in het regentschap Aceh Tengah van de provincie Atjeh, Indonesië. Segene Balik telt 284 inwoners (volkstelling 2010).